# Fumigation

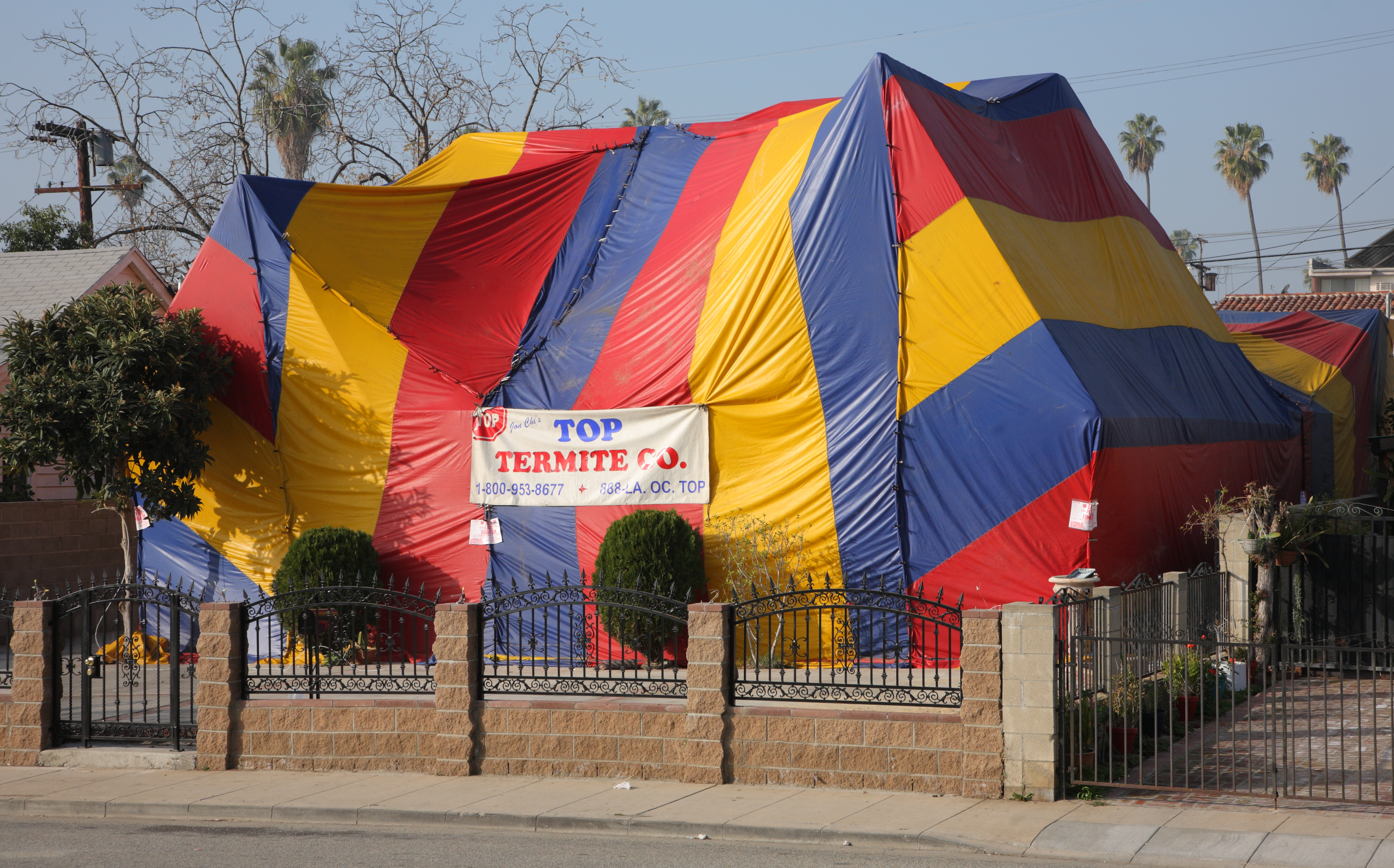
Tente enveloppant une maison de Los Angeles pour une fumigation.

La fumigation est l'opération consistant à introduire un gaz ou une substance donnant naissance à un gaz dans l'atmosphère d'une enceinte partiellement ou totalement fermée (ou dans le sol, dans le cas de pesticides fumigants) en vue d'y détruire des organismes vivants dits « nuisibles ».
Il s'agissait autrefois de combustion de végétaux produisant des vapeurs chargées des principes actifs de la plante.
On pouvait aussi produire de la vapeur d'eau chargée de ces principes actifs ; par exemple en y faisant bouillir des feuilles d'eucalyptus, dans une pièce qu'on voulait désinfecter.
La fumée de certains végétaux qu'on brûle lentement comme de l'encens peut aussi servir aux fumigations, y compris dans des cérémonies religieuses. Il s'agit alors d'offrande aux ancêtres, à des esprits, à un dieu ou aux dieux (selon les religions ou cérémonies considérées).

## Procédure en trois phases
Une fumigation passe par trois phases opératoires :
1. la production du gaz et mise sous gaz (ce qui implique que la zone à traiter soit confinée) ;
2. l'exposition au gaz (ce qui nécessite un délai minimum de contact, donc de confinement) ;
3. le dégazage.

Certains produits étant toxiques, ces phases sont en France régie par l'arrêté du 4 août 1986 « relatif aux conditions générales d'emploi de certains fumigants en agriculture et dispositions particulières visant le bromure de méthyle, le phosphure d'hydrogène et l'acide cyanhydrique », et la circulaire du 16 juillet 1975 « relative à l'utilisation du phosphure d'aluminium en agriculture ».

## Usages
La fumigation est autorisée, à certaines conditions (législation) pour des produits alimentaires (fruits, légumes) ou des matériaux (bois).

### Usages médicaux anciens et traditionnels

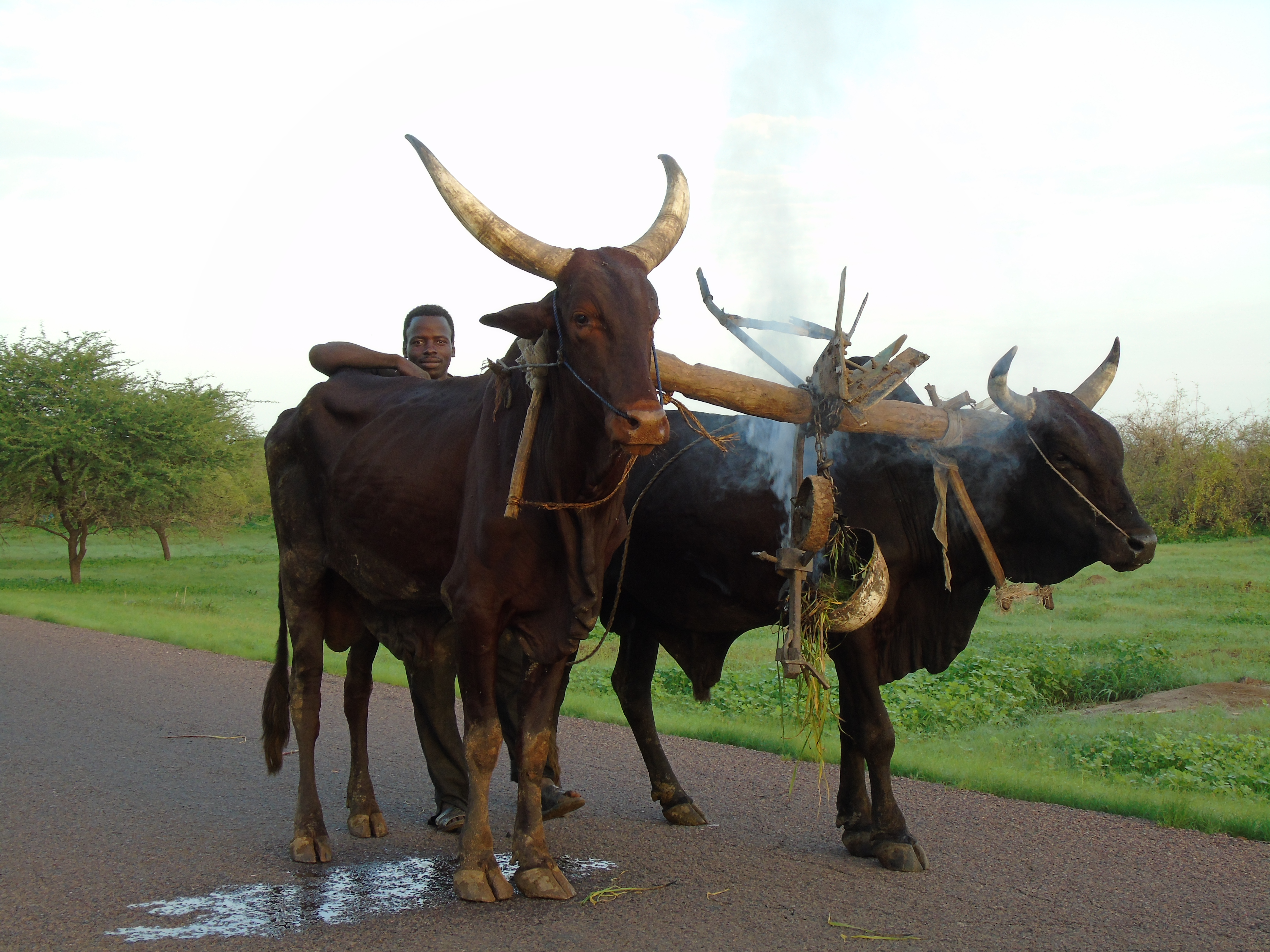
Bovins de la région de N'djamena, Tchad, durant la saison des pluies, protégés des moustiques par fumigation.

L'inhalation de fumée de feuilles ou de résines (ex. : breu en Amazonie) a un rôle médical et souvent purificateur, par exemple dans des rituels de cérémonie de la fumée chez les Amérindiens au Canada, ou de la fumigation au monde pour les Tibétains.
La fumigation est encore utilisée dans certains pays, en Afrique notamment, durant la saisons des pluies pour protéger les bovins contre les moustiques.
Pour soigner les maux féminins que l'on attribuait alors principalement à l'utérus, durant l'Antiquité, les Grecques préconisaient des fumigations orales, nasales ou vaginales.

La fumigation vaginale se pratiquait encore au XIXe siècle pour lutter contre l'infertilité d'un couple.

### Aviculture
La fumigation est utilisée en aviculture pour désinfecter des œufs destinés à produire des poussins, des canetons ou oisons.
Les œufs sont d'abord collectés puis nettoyés individuellement à la brosse ou au papier de verre et, bien que cela ne soit pas recommandé, lavés à une eau de température plus élevée que celle des œufs (41 °C) mélangée à de l'hypochlorite de sodium. Placés sur une clayette, ils doivent être immédiatement placé en fumigation, car les germes tel les Aspergillus et Salmonella peuvent traverser la coquille.
Le produit le plus courant pour ce faire est le formaldéhyde dilué dans l'eau à 37 % en masse.
L'exposition aux radiations solaires peut être un palliatif acceptable au formaldéhyde, cependant il faut veiller à ce que les œufs ne soient pas contaminés par le support et que la durée d'exposition ne surchauffe pas les œufs.
Des fumigations sont aussi utilisées pour désinfecter les poulaillers après une épidémie (zoonose, grippe aviaire par exemple) ou par sécurité. Une alternative pour la désinfection des sols de poulaillers ou d'autres élevages est l'utilisation de vapeur d'eau bouillante ou d'un appareil thermique au gaz.

### Nez bouché
La fumigation (ou inhalation) consiste à inhaler des plantes décongestionnantes ou un produit spécifique pour déboucher le nez.
On place par exemple, le contenu de la capsule dans un bol d'eau bouillante, on place au-dessus de sa tête une serviette pour garder les vapeurs, et on place son visage au-dessus du bol cinq minutes les yeux fermés. Il existe aussi dans le commerce des inhalateurs où il faut placer son nez et sa bouche.

## Toxicité
En tant que biocide, les fumigants utilisés sont généralement toxiques et écotoxiques (ex. : phosphine, phosphure d'hydrogène, phosphure d'aluminium (autrefois autorisé en France pour gazer les hamsters dans leurs terriers et la désinsectisation des grains de céréales et du tabac), bromure de méthyle, acide cyanhydrique...), le bromure de méthyle étant en outre un puissant gaz a effet de serre et attaquant la couche d'ozone, ce qui a motivé son interdiction d'usage (avec quelques dérogations).
La fumigation d'un sol peut fortement perturber la microfaune et réduire sa biodiversité.
Des alternatives sont utilisées ou recherchées, incluant l'exposition à des rayonnements (rayons X, ultra-violets, radioactivité).